# Список астероїдів (11101—11200)
| Назва                                      | Тимчасове позначення | Дата відкриття    | Місце відкриття                              | Відкривач                                    |
| ------------------------------------------ | -------------------- | ----------------- | -------------------------------------------- | -------------------------------------------- |
| 11101 Чеськафілармонія (Ceskafilharmonie)  | 1995 SH              | 17 вересня 1995   | Обсерваторія Ондржейов                       | Ленка Коткова                                |
| 11102 Берторігіні (Bertorighini)           | 1995 SZ4             | 26 вересня 1995   | Обсерваторія Пістоїєзе                       | Лучано Тезі                                  |
| 11103 Мікіруппе (Miekerouppe)              | 1995 SX19            | 18 вересня 1995   | Обсерваторія Кітт-Пік                        | Spacewatch                                   |
| 11104 Аїріон (Airion)                      | 1995 TQ              | 6 жовтня 1995     | Обсерваторія Галеакала                       | AMOS                                         |
| 11105 Пучнарова (Puchnarova)               | 1995 UR2             | 24 жовтня 1995    | Обсерваторія Клеть                           | Яна Тіха                                     |
| (11106) 1995 UK3                           | 1995 UK3             | 17 жовтня 1995    | Обсерваторія Наті-Кацуура                    | Йошісада Шімідзу, Такеші Урата               |
| 11107 Хаккода (Hakkoda)                    | 1995 UU4             | 25 жовтня 1995    | Обсерваторія Оїдзумі                         | Такао Кобаяші                                |
| 11108 Хатімантай (Hachimantai)             | 1995 UJ6             | 27 жовтня 1995    | Обсерваторія Оїдзумі                         | Такао Кобаяші                                |
| 11109 Іватесан (Iwatesan)                  | 1995 UG8             | 27 жовтня 1995    | Обсерваторія Оїдзумі                         | Такао Кобаяші                                |
| (11110) 1995 VT1                           | 1995 VT1             | 2 листопада 1995  | Обсерваторія Кійосато                        | Сатору Отомо                                 |
| 11111 Реп'юніт (Repunit)                   | 1995 WL              | 16 листопада 1995 | Обсерваторія Оїдзумі                         | Такао Кобаяші                                |
| 11112 Каньолі (Cagnoli)                    | 1995 WM2             | 18 листопада 1995 | Астрономічна обсерваторія Мадонни Доссобуоно | Астрономічна обсерваторія Мадонни Доссобуоно |
| (11113) 1995 WW3                           | 1995 WW3             | 18 листопада 1995 | Обсерваторія Наті-Кацуура                    | Йошісада Шімідзу, Такеші Урата               |
| (11114) 1995 WV5                           | 1995 WV5             | 16 листопада 1995 | Обсерваторія Тітібу                          | Наото Сато, Такеші Урата                     |
| 11115 Карія (Kariya)                       | 1995 WC7             | 21 листопада 1995 | Обсерваторія Кума Коґен                      | Акімаса Накамура                             |
| (11116) 1996 EK                            | 1996 EK              | 10 березня 1996   | Обсерваторія Кушіро                          | Сейджі Уеда, Хіроші Канеда                   |
| (11117) 1996 LP1                           | 1996 LP1             | 14 червня 1996    | Фарра-д'Ізонцо                               | Фарра-д'Ізонцо                               |
| 11118 Модра (Modra)                        | 1996 PK              | 9 серпня 1996     | Обсерваторія Модри                           | Адріан Галад, Душан Калманчок                |
| 11119 Таро (Taro)                          | 1996 PS9             | 9 серпня 1996     | Обсерваторія Наніо                           | Томімару Окуні                               |
| 11120 Панцалді (Pancaldi)                  | 1996 QD1             | 17 серпня 1996    | Обсерваторія Сан-Вітторе                     | Обсерваторія Сан-Вітторе                     |
| 11121 Мальпігі (Malpighi)                  | 1996 RD1             | 10 вересня 1996   | П'яноро                                      | Вітторіо Ґоретті                             |
| 11122 Елісколомбіні (Eliscolombini)        | 1996 RQ2             | 13 вересня 1996   | Обсерваторія Сан-Вітторе                     | Обсерваторія Сан-Вітторе                     |
| 11123 Алісіяклер (Aliciaclaire)            | 1996 RT24            | 8 вересня 1996    | Обсерваторія Галеакала                       | NEAT                                         |
| 11124 Мікулашек (Mikulasek)                | 1996 TR9             | 14 жовтня 1996    | Обсерваторія Клеть                           | Мілош Тіхі, Зденек Моравец                   |
| (11125) 1996 TL10                          | 1996 TL10            | 9 жовтня 1996     | Обсерваторія Кушіро                          | Сейджі Уеда, Хіроші Канеда                   |
| 11126 Долечек (Dolecek)                    | 1996 TC15            | 15 жовтня 1996    | Обсерваторія Ондржейов                       | Петр Правец                                  |
| 11127 Хаґі (Hagi)                          | 1996 UH1             | 20 жовтня 1996    | Обсерваторія Сендая                          | К. Кросс                                     |
| 11128 Остравія (Ostravia)                  | 1996 VP              | 3 листопада 1996  | Обсерваторія Клеть                           | Яна Тіха, Мілош Тіхі                         |
| 11129 Хаятіне (Hayachine)                  | 1996 VS5             | 14 листопада 1996 | Обсерваторія Оїдзумі                         | Такао Кобаяші                                |
| (11130) 1996 VA30                          | 1996 VA30            | 7 листопада 1996  | Обсерваторія Кушіро                          | Сейджі Уеда, Хіроші Канеда                   |
| (11131) 1996 VO30                          | 1996 VO30            | 7 листопада 1996  | Обсерваторія Кушіро                          | Сейджі Уеда, Хіроші Канеда                   |
| 11132 Горн (Horne)                         | 1996 WU              | 17 листопада 1996 | Обсерваторія Садбері                         | Денніс ді Сікко                              |
| 11133 Кумоторі (Kumotori)                  | 1996 XY              | 2 грудня 1996     | Обсерваторія Оїдзумі                         | Такао Кобаяші                                |
| 11134 Чеські Будейовиці (Ceske Budejovice) | 1996 XO2             | 4 грудня 1996     | Обсерваторія Клеть                           | Мілош Тіхі, Зденек Моравец                   |
| 11135 Рьокамі (Ryokami)                    | 1996 XF3             | 3 грудня 1996     | Обсерваторія Оїдзумі                         | Такао Кобаяші                                |
| 11136 Ширлімарінус (Shirleymarinus)        | 1996 XW12            | 8 грудня 1996     | Обсерваторія Кітт-Пік                        | Spacewatch                                   |
| 11137 Яріґатаке (Yarigatake)               | 1996 XE19            | 8 грудня 1996     | Обсерваторія Оїдзумі                         | Такао Кобаяші                                |
| 11138 Хотакадаке (Hotakadake)              | 1996 XC31            | 14 грудня 1996    | Обсерваторія Оїдзумі                         | Такао Кобаяші                                |
| (11139) 1996 YF2                           | 1996 YF2             | 22 грудня 1996    | Станція Сінлун                               | SCAP                                         |
| 11140 Якедаке (Yakedake)                   | 1997 AP1             | 2 січня 1997      | Обсерваторія Оїдзумі                         | Такао Кобаяші                                |
| 11141 Їндравальтер (Jindrawalter)          | 1997 AX14            | 12 січня 1997     | Обсерваторія Клеть                           | Яна Тіха, Мілош Тіхі                         |
| 11142 Фаччіні (Facchini)                   | 1997 AP17            | 7 січня 1997      | Коллеверде ді Ґвідонія                       | Вінченцо Касуллі                             |
| (11143) 1997 BF7                           | 1997 BF7             | 28 січня 1997     | Станція Сінлун                               | SCAP                                         |
| 11144 Радіокоммуніката (Radiocommunicata)  | 1997 CR1             | 2 лютого 1997     | Обсерваторія Клеть                           | Яна Тіха, Мілош Тіхі                         |
| 11145 Емануеллі (Emanuelli)                | 1997 QH1             | 29 серпня 1997    | Сормано                                      | Пієро Сіколі, Паоло К'явенна                 |
| 11146 Кіріґаміне (Kirigamine)              | 1997 WD3             | 23 листопада 1997 | Обсерваторія Оїдзумі                         | Такао Кобаяші                                |
| 11147 Делмас (Delmas)                      | 1997 XT5             | 6 грудня 1997     | Бедуен                                       | П'єр Антоніні                                |
| 11148 Ейнгардресс (Einhardress)            | 1997 XO8             | 7 грудня 1997     | Коссоль                                      | ODAS                                         |
| 11149 Татесіна (Tateshina)                 | 1997 XZ9             | 5 грудня 1997     | Обсерваторія Оїдзумі                         | Такао Кобаяші                                |
| 11150 Бреґґ (Bragg)                        | 1997 YG1             | 21 грудня 1997    | Вумера                                       | Френк Золотовскі                             |
| 11151 Одайґахара (Oodaigahara)             | 1997 YZ2             | 24 грудня 1997    | Обсерваторія Оїдзумі                         | Такао Кобаяші                                |
| 11152 Oomine                               | 1997 YH5             | 25 грудня 1997    | Обсерваторія Оїдзумі                         | Такао Кобаяші                                |
| (11153) 1997 YB10                          | 1997 YB10            | 25 грудня 1997    | Обсерваторія Ґекко                           | Тецуо Каґава, Такеші Урата                   |
| 11154 Кобусі (Kobushi)                     | 1997 YD10            | 28 грудня 1997    | Обсерваторія Оїдзумі                         | Такао Кобаяші                                |
| 11155 Кінпу (Kinpu)                        | 1997 YW13            | 31 грудня 1997    | Обсерваторія Оїдзумі                         | Такао Кобаяші                                |
| 11156 Аль-Хорезмі (Al-Khwarismi)           | 1997 YP14            | 31 грудня 1997    | Прескоттська обсерваторія                    | Пол Комба                                    |
| (11157) 1998 AJ                            | 1998 AJ              | 2 січня 1998      | Обсерваторія Наті-Кацуура                    | Йошісада Шімідзу, Такеші Урата               |
| 11158 Сіру (Cirou)                         | 1998 AJ6             | 8 січня 1998      | Коссоль                                      | ODAS                                         |
| 11159 Мізуґакі (Mizugaki)                  | 1998 BH1             | 19 січня 1998     | Обсерваторія Оїдзумі                         | Такао Кобаяші                                |
| (11160) 1998 BH7                           | 1998 BH7             | 24 січня 1998     | Обсерваторія Галеакала                       | NEAT                                         |
| 11161 Дайбосатсу (Daibosatsu)              | 1998 BA8             | 25 січня 1998     | Обсерваторія Оїдзумі                         | Такао Кобаяші                                |
| (11162) 1998 BG8                           | 1998 BG8             | 25 січня 1998     | Обсерваторія Оїдзумі                         | Такао Кобаяші                                |
| 11163 Мілешовка (Milesovka)                | 1998 CR              | 4 лютого 1998     | Обсерваторія Клеть                           | Зденек Моравец                               |
| (11164) 1998 DW2                           | 1998 DW2             | 17 лютого 1998    | Станція Сінлун                               | SCAP                                         |
| (11165) 1998 DE5                           | 1998 DE5             | 22 лютого 1998    | Обсерваторія Галеакала                       | NEAT                                         |
| 11166 Анатольфранс (Anatolefrance)         | 1998 DF34            | 27 лютого 1998    | Обсерваторія Ла-Сілья                        | Ерік Вальтер Ельст                           |
| 11167 Кунжак (Kunzak)                      | 1998 FD3             | 23 березня 1998   | Обсерваторія Ондржейов                       | Петр Правец                                  |
| (11168) 1998 FO15                          | 1998 FO15            | 21 березня 1998   | Обсерваторія Кушіро                          | Сейджі Уеда, Хіроші Канеда                   |
| 11169 Алькон (Alkon)                       | 1998 FW33            | 20 березня 1998   | Сокорро (Нью-Мексико)                        | LINEAR                                       |
| (11170) 1998 FY34                          | 1998 FY34            | 20 березня 1998   | Сокорро (Нью-Мексико)                        | LINEAR                                       |
| (11171) 1998 FB42                          | 1998 FB42            | 20 березня 1998   | Сокорро (Нью-Мексико)                        | LINEAR                                       |
| (11172) 1998 FT54                          | 1998 FT54            | 20 березня 1998   | Сокорро (Нью-Мексико)                        | LINEAR                                       |
| 11173 Джейандерсон (Jayanderson)           | 1998 FA59            | 20 березня 1998   | Сокорро (Нью-Мексико)                        | LINEAR                                       |
| 11174 Карендрюс (Carandrews)               | 1998 FR67            | 20 березня 1998   | Сокорро (Нью-Мексико)                        | LINEAR                                       |
| (11175) 1998 FY67                          | 1998 FY67            | 20 березня 1998   | Сокорро (Нью-Мексико)                        | LINEAR                                       |
| 11176 Батт (Batth)                         | 1998 FD68            | 20 березня 1998   | Сокорро (Нью-Мексико)                        | LINEAR                                       |
| (11177) 1998 FH77                          | 1998 FH77            | 24 березня 1998   | Сокорро (Нью-Мексико)                        | LINEAR                                       |
| (11178) 1998 FR101                         | 1998 FR101           | 31 березня 1998   | Сокорро (Нью-Мексико)                        | LINEAR                                       |
| (11179) 1998 FB109                         | 1998 FB109           | 31 березня 1998   | Сокорро (Нью-Мексико)                        | LINEAR                                       |
| (11180) 1998 FU117                         | 1998 FU117           | 31 березня 1998   | Сокорро (Нью-Мексико)                        | LINEAR                                       |
| (11181) 1998 FG118                         | 1998 FG118           | 31 березня 1998   | Сокорро (Нью-Мексико)                        | LINEAR                                       |
| (11182) 1998 GM6                           | 1998 GM6             | 2 квітня 1998     | Сокорро (Нью-Мексико)                        | LINEAR                                       |
| (11183) 1998 GB7                           | 1998 GB7             | 2 квітня 1998     | Сокорро (Нью-Мексико)                        | LINEAR                                       |
| 11184 Постма (Postma)                      | 1998 HJ9             | 18 квітня 1998    | Обсерваторія Кітт-Пік                        | Spacewatch                                   |
| (11185) 1998 HS100                         | 1998 HS100           | 21 квітня 1998    | Сокорро (Нью-Мексико)                        | LINEAR                                       |
| (11186) 1998 HC120                         | 1998 HC120           | 23 квітня 1998    | Сокорро (Нью-Мексико)                        | LINEAR                                       |
| 11187 Річолівер (Richoliver)               | 1998 KO4             | 22 травня 1998    | Станція Андерсон-Меса                        | LONEOS                                       |
| (11188) 1998 KD50                          | 1998 KD50            | 23 травня 1998    | Сокорро (Нью-Мексико)                        | LINEAR                                       |
| 11189 Рабітон (Rabeaton)                   | 1998 QQ43            | 17 серпня 1998    | Сокорро (Нью-Мексико)                        | LINEAR                                       |
| 11190 Дженібел (Jennibell)                 | 1998 RM52            | 14 вересня 1998   | Сокорро (Нью-Мексико)                        | LINEAR                                       |
| 11191 Пасквіч (Paskvic)                    | 1998 XW16            | 15 грудня 1998    | Вішнянська обсерваторія                      | Корадо Корлевіч                              |
| (11192) 1998 XX49                          | 1998 XX49            | 14 грудня 1998    | Сокорро (Нью-Мексико)                        | LINEAR                                       |
| 11193 Мерида (Merida)                      | 1998 XN96            | 11 грудня 1998    | Мерида (Венесуела)                           | Орландо Наранхо                              |
| 11194 Мірна (Mirna)                        | 1998 YE              | 16 грудня 1998    | Вішнянська обсерваторія                      | Корадо Корлевіч                              |
| 11195 Вумера (Woomera)                     | 1999 AY22            | 15 січня 1999     | Вумера                                       | Френк Золотовскі                             |
| 11196 Механікос (Michanikos)               | 1999 BO9             | 22 січня 1999     | Обсерваторія Ріді-Крик                       | Джон Бротон                                  |
| 11197 Беранек (Beranek)                    | 1999 CY25            | 10 лютого 1999    | Сокорро (Нью-Мексико)                        | LINEAR                                       |
| (11198) 1999 CV40                          | 1999 CV40            | 10 лютого 1999    | Сокорро (Нью-Мексико)                        | LINEAR                                       |
| (11199) 1999 CC82                          | 1999 CC82            | 12 лютого 1999    | Сокорро (Нью-Мексико)                        | LINEAR                                       |
| (11200) 1999 CV121                         | 1999 CV121           | 11 лютого 1999    | Сокорро (Нью-Мексико)                        | LINEAR                                       |

| ← Астероїди 10001—20000 → |             |             |             |             |             |             |             |             |             |
| 10001—10100               | 11001—11100 | 12001—12100 | 13001—13100 | 14001—14100 | 15001—15100 | 16001—16100 | 17001—17100 | 18001—18100 | 19001—19100 |
| 10101—10200               | 11101—11200 | 12101—12200 | 13101—13200 | 14101—14200 | 15101—15200 | 16101—16200 | 17101—17200 | 18101—18200 | 19101—19200 |
| 10201—10300               | 11201—11300 | 12201—12300 | 13201—13300 | 14201—14300 | 15201—15300 | 16201—16300 | 17201—17300 | 18201—18300 | 19201—19300 |
| 10301—10400               | 11301—11400 | 12301—12400 | 13301—13400 | 14301—14400 | 15301—15400 | 16301—16400 | 17301—17400 | 18301—18400 | 19301—19400 |
| 10401—10500               | 11401—11500 | 12401—12500 | 13401—13500 | 14401—14500 | 15401—15500 | 16401—16500 | 17401—17500 | 18401—18500 | 19401—19500 |
| 10501—10600               | 11501—11600 | 12501—12600 | 13501—13600 | 14501—14600 | 15501—15600 | 16501—16600 | 17501—17600 | 18501—18600 | 19501—19600 |
| 10601—10700               | 11601—11700 | 12601—12700 | 13601—13700 | 14601—14700 | 15601—15700 | 16601—16700 | 17601—17700 | 18601—18700 | 19601—19700 |
| 10701—10800               | 11701—11800 | 12701—12800 | 13701—13800 | 14701—14800 | 15701—15800 | 16701—16800 | 17701—17800 | 18701—18800 | 19701—19800 |
| 10801—10900               | 11801—11900 | 12801—12900 | 13801—13900 | 14801—14900 | 15801—15900 | 16801—16900 | 17801—17900 | 18801—18900 | 19801—19900 |
| 10901—11000               | 11901—12000 | 12901—13000 | 13901—14000 | 14901—15000 | 15901—16000 | 16901—17000 | 17901—18000 | 18901—19000 | 19901—20000 |